# Adranodoro
Adranodoro (in greco antico: Ἀδρανόδωρος?, in latino Hadranodorus; ... – Siracusa, 214 a.C.) è stato un politico siceliota, tiranno di Siracusa durante la seconda guerra punica.

## Biografia
Gerone II lo fece sposare con la figlia Damarata e poi lo nominò membro del consiglio che doveva vigilare sul nipote Geronimo. Fu tra i principali artefici dello scioglimento dello stesso consiglio e tra quelli che convinsero Geronimo a rompere l'alleanza con i Romani in favore di quella con i Cartaginesi.
Dopo l'agguato in cui Geronimo morì, agli inizi del 214 a.C., Adranodoro si impossessò di Siracusa. Non riuscì però a mantenere il potere: preferì farsi nominare generale. Tito Livio narra che alla morte del giovane sovrano, nipote di Gerone, Adranodoro, temendo per la propria vita si rinchiuse insieme alla famiglia reale nell'isola di Ortigia, mentre da Lentini giungeva la voce che il re era stato ucciso. La fazione filoromana allora, dato il vuoto di potere che si era creato, penetra in Akradina e, dopo aver occupato il granaio pubblico, ben protetto da mura, giunge nell'agorà (l'attuale Foro Siracusano) e convoca l'assemblea popolare. La fazione democratica riacquista la parola e intima la consegna delle chiavi di Ortigia da parte di Adranodoro. Nonostante la moglie gli consigliasse di non cedere e di prendere il potere come tiranno, Adranodoro si presentò all'assemblea e consegnò ad essa le chiavi di Ortigia, dichiarando che l'unico suo interesse era l'indipendenza di Siracusa e il bene pubblico. Consegnò il tesoro reale custodito nell'isola-fortezza e così anche Sopatre e Dinomene (il congiurato di Lentini) portarono parte del tesoro nell'agorà. Adranodoro e Temisto (cognato di Geronimo) furono nominati magistrati e generali dell'esercito; intanto Adranodoro progettava, dopo aver consultato Ippocrate ed Epicide, ambasciatori cartaginesi, di prendere il potere facendo prevalere la fazione filocartaginese. L'assemblea lo venne a sapere a causa della denuncia di un attore, Aristo, e deliberò che sia Adranodoro che Temisto venissero uccisi. Appena essi entrarono nella Curia, infatti, furono pugnalati dalla guardia.